# Nouart
Nouart település Franciaországban, Ardennes megyében. Lakosainak száma 110 fő (2022. január 1.). Nouart Bayonville, Belval-Bois-des-Dames, Buzancy, Fossé, Tailly, Beauclair és Beaufort-en-Argonne községekkel határos.

## Népesség
A település népességének változása:
| Lakosok száma | 240  | 167  | 124  | 142  | 147  | 150  | 141  | 121  | 117  | 110  |
|               | 1968 | 1982 | 1990 | 2006 | 2013 | 2015 | 2017 | 2019 | 2020 | 2022 |